# Амурская улица (Чита)
Аму́рская у́лица — одна из центральных улиц столицы Забайкальского края — Читы, Россия.

## История
Первоначально в 1911—1922 годах известна под названием Александровская улица. В 1922 году переименована в честь М. И. Калинина. В 1994 году улица получила название Амурской. В начале XX века на улице располагались Старый базар, Пассаж Второва, Городская управа, Александровский сквер и другие исторические объекты.

## Общественный транспорт
Троллейбусная линия по улице проходит лишь один квартал между улицами Ленинградская и Бутина, проложена для разгрузки линии в районе железнодорожного вокзала, но на всём протяжении улицы налажено автобусное движение со множеством маршрутов.

## Сооружения
Улица примечательна ансамблем зданий, построенных в начале XX века: Дом книги, здание гостиницы «Селект», Второвский пассаж и другие. Сегодня улица известна Казанским собором, краевыми Прокуратурой и Судом и немалым количеством других зданий.

### Нечётная сторона
- Дом № 1 — Военная комендатура Читинского гарнизона и Военный следственный отдел по Читинскому гарнизону
- Дом № 7 — ФГУП «Забайкальское аэрогеодезическое предприятие»
- Дом № 9 — Военный комиссариат Забайкальского края
- Дом № 13 — Министерство сельского хозяйства и продовольствия Забайкальского края
- Дом № 33а — Забайкальский краевой суд
- Дом № 59 — Травмпункт
- Дом № 65 — Краевой наркологический диспансер
- Дом № 69 — Кинотеатр «Центавр»
- Дом № 71 — Прокуратура Забайкальского края
- Дом № 97 — Забайкальский краевой психоневрологический диспансер
- Дом № 109 — Территориальный отдел Роспотребнадзора по Забайкальскому краю

### Чётная сторона
- Дом № 24 — Управление ГИБДД Управления МВД России по Забайкальскому краю
- Дом № 56 — Федеральная кадастровая палата, УФНС, Забайкальский техникум искусств
- Дом № 68 — Росимущество
- Дом № 106а — Министерство образования, науки и молодежной политики Забайкальского края
- Дом № 110 — Бывш. Представительство буддийского Агинского дацана